# Destino cieco
Destino cieco (Przypadek), conosciuto anche con il titolo alternativo Il caso, è un film scritto e diretto da Krzysztof Kieślowski. Terminato nel 1981, il film è stato bloccato dalla censura polacca per motivi politici e legittimato soltanto nel 1987.
La trama della pellicola è articolata in tre storie differenti che si susseguono in maniera lineare, tre ipotetiche vite del protagonista Witek, tutte generate da un fortuito incidente in una stazione ferroviaria.
È stato presentato al Festival di Cannes 1987 nella sezione Un Certain Regard.

## Trama
Un enigmatico urlo viene emesso dal protagonista Witek, durante un viaggio in aereo. In questo frangente, egli ripercorre ciò che ha più caratterizzato la sua vita, dall'infanzia in cui imparava a scrivere, dall'adolescenza in cui si fidanzava con la giovane Czuszka, fino ad arrivare all'età adulta, in cui abbandona gli studi di medicina in seguito alla morte del padre. A causa di quest'ultimo avvenimento, Witek decide di fuggire lontano dal suo paese e di recarsi in treno a Varsavia. Un casuale e fortuito scontro in stazione con un uomo ubriaco genererà tre differenti percorsi nella vita del protagonista.

### 1
In stazione, Witek, dopo aver evitato lo scontro con un ubriaco, riesce a salire sul treno in corsa, dopo averlo rincorso per alcune centinaia di metri. Dopo aver conosciuto in carrozza Werner, un vecchio comunista, Witek aderisce al Partito di cui diventa un funzionario. Inizia una relazione con Czuszka, una sua vecchia fiamma, reincontrata per caso durante una passeggiata. Ma la loro storia si incrina quando la ragazza, di ideologia politica opposta al Comunismo, viene arrestata; dopo essere stata rilasciata, Czuszka decide di interrompere la loro storia d'amore, impossibilitata ad andare avanti a causa delle loro differenti posizioni politiche.

### 2
In stazione, Witek perde per un soffio il treno, a causa di uno scontro con un ubriaco. Viene arrestato dopo aver aggredito, in preda alla collera, il capostazione, e condannato a svolgere per un mese lavori socialmente utili. Decide di opporsi al Comunismo e si unisce ad un gruppo di sovversivi. Durante una riunione, incontra Daniel, un suo caro amico d'infanzia e sua sorella Vera, che inizia a frequentare. Witek, dopo aver abbracciato il cattolicesimo ed essersi fatto battezzare, viene fermato all'aeroporto e privato del passaporto, mentre era in procinto di recarsi in Francia. Accusato di essere un anti-comunista, viene rilasciato alla condizione di fornire alla polizia i nomi dei suoi compagni. Tornato a casa, scopre che il loro quartier generale è stato smantellato e quasi tutti i suoi compagni sono stati arrestati; Witek viene accusato di essere un traditore e cacciato dalla resistenza. Con la fine del gruppo, termina anche la relazione con Vera. Witek rimane solo.

### 3
Witek perde il treno, a causa di un ubriaco che gli intralcia la strada. In stazione incontra Olga, sua compagna al corso di medicina; i due si innamorano, Witek si convince a riprendere gli studi. Dopo tre mesi, Olga gli annuncia di aspettare un bambino, i due si sposano. Nel frattempo Witek, impegnato a fare tirocinio all'ospedale, rifiuta di firmare una petizione contro il Comunismo, negando qualunque coinvolgimento politico. Il primario dell'ospedale, impossibilitato a partire, gli propone di andare in Libia per tenere alcuni corsi in vece sua; Witek accetta. Olga, il giorno della sua partenza, gli rivela di aspettare un secondo figlio, augurandosi di mettere al mondo una bambina. Witek sale sull'aereo e dopo pochi minuti dal decollo, il velivolo esplode, con il protagonista a bordo.

## Critica
- Interessante, ma rigido e troppo dimostrativo nel suo determinismo. Commento del dizionario Morandini che assegna al film due stelle e mezzo su cinque di giudizio.[4]
- Kieślowski dirige una sorta di opera manifesto che analizza, con esiti interessanti, il peso che la casualità assume nella vita di un uomo. Commento del dizionario Farinotti che assegna al film tre stelle su cinque di giudizio[5]
- Rotten Tomatoes assegna al film un punteggio di 7.6/10.[6]

## Citazioni e riferimenti ad altre pellicole
Il tema del destino, oltre che in Destino cieco, viene affrontato anche nel film Sliding Doors, in cui la vita della protagonista cambia nel momento in cui prende o perde il treno su cui deve salire.